# 優席夫
優席夫·卡照（1968年—），台灣阿美族藝術家。

## 生平
優席夫成長於花蓮縣玉里鎮的馬太林部落，母親經營雜貨店。18歲時北上擔任歌手，曾是阿美族歌手團體「黑珍珠」成員，然因經紀和唱片公司發生糾紛，團體被冷凍而被迫中止。傷心之餘，在2002年獨自赴英國愛丁堡，曾擔任調酒師、送貨員、油漆工，打零工謀生。在工作之餘，優席夫開始培養繪畫的興趣，偶然間被房東經過看到，便把畫作拿來布置客廳，意外引起愛丁堡國際藝術節策展人的青睞，於是邀請優席夫參展，並以70英鎊售出人生第一幅作品《kiss you every day》。41歲時，優席夫恢復使用原住民的祖名。2018年，將老家改建為「Tribal Queen Art & Café部落皇后藝術咖啡館」，作為咖啡廳及藝術展示空間。

## 作品
優席夫的作品善用亮麗鮮明的色調，以表現台灣原住民的歡樂與活力。但同時也在畫作中融入嘲諷意味，將說不來的苦悶，透過畫作表現，優席夫自述他將畫作當成抗爭的武器。
2010年，以《can't speak》獲得英國藝術大學「辦桌，亞洲美術藝術大獎」前10名。圖中描繪一位頭戴阿美族鳳冠的女性，手指比著「噤聲」姿勢，訴說原住民禁止說母語、被迫說國語的歷史傷痛。2018年，作品設計登上紐約地鐵、台灣桃園機場捷運與台灣普悠瑪列車的車廂。

## 獎項紀錄
| 年份   | 頒獎典禮     | 獎項                           | 作品         | 結果 |
| ------ | ------------ | ------------------------------ | ------------ | ---- |
| 2022年 | 第57屆金鐘獎 | 自然科學及人文紀實節目主持人獎 | 《南島起源》 | 獲獎 |

## 外部連結
- 優席夫的官方網站
- 優席夫的Facebook
- 優席夫的Instagram